# James Winslow
James Winslow, född 16 april 1983 i Witham, England, är en brittisk racerförare.

## Racingkarriär
Winslow körde ett par race i det Brittiska F3-mästerskapet 2004 innan han började tävla i det asiatiska formel 3-mästerskapet 2005. Han blev trea den första säsongen och mästare 2006. I den senare säsongen gjorde han en heroisk insats för att rädda livet på Moreno Soeprapto som efter en krasch dem emellan satt instängd i sin bil, som var ett eldhav, upp och ned. Winslow tog den enorma risken att kasta sig in i lågorna och dra ut Soeprapto, som därmed överlevde kraschen. För det belönades Winslow med Gregor Grant Award, ett pris som delas ut av Autosport till en heroisk person inom motorsporten. 2007 blev Winslow mästare i Formula Renault V6 Asia Championship samt fyra i det australiska F3-mästerskapet, ett mästerskap som han vann 2008. Säsongen 2009 körde Winslow i Atlantic Championship, men lyckades inte nå några större framgångar, utan slutade nia. 2010 gick han över till Indy Lights med Sam Schmidt Motorsports.